# Ammovaginulina
Ammovaginulina es un género de foraminífero bentónico considerado un sinónimo posterior de Ammotium de la subfamilia Ammomarginulininae, de la familia Lituolidae, de la superfamilia Lituoloidea, del suborden Lituolina y del orden Lituolida. Su especie tipo era Ammovaginulina aegyptica. Su rango cronoestratigráfico abarcaba el Cretácico inferior.

## Discusión
Clasificaciones previas incluían Ammovaginulina en el suborden Textulariina del orden Textulariida, o en el orden Lituolida sin diferenciar el suborden Lituolina.

## Clasificación
Ammovaginulina incluye a la siguiente especie:
- Ammovaginulina aegyptica †